# جيمس دبليو. ميريت
جيمس دبليو. ميريت (بالإنجليزية: James W. Merritt)‏ هو سياسي أمريكي، ولد في 28 يوليو 1959 في إنديانابوليس في الولايات المتحدة. حزبياً، نشط في الحزب الجمهوري. وقد انتخب عضو مجلس ولاية إنديانا.